# Инелей (Ичалковский район)
Инелей — посёлок в Ичалковском районе Мордовии. Относится к Берегово-Сыресевскому сельскому поселению.

## История
В 1940 году указом ПВС Мордовской АССР село Старое Жабино переименовано в Инелей.

## Население
| 2002 | 2010 |
| ---- | ---- |
| 226  | ↘198 |

Национальный состав
Согласно результатам переписи 2002 года, в национальной структуре населения мордва составляли 92 %